# Деїфоб
Деїфо́б (грец. Deiphobos) — син Пріама й Гекаби, один з хоробрих троянських героїв; разом із Парісом убив Ахіллеса. Противник повернення Єлени, за що греки ненавиділи його так само, як Паріса й Гектора. Після загибелі Паріса Деїфоб одружився з Єленою, але, зраджений нею в ніч падіння Трої, загинув від руки Менелая.

## Опис
Літописець Малала описав Деїфоба як «вище середнього зросту, гостроокий, трохи кирпатий, темношкірий, з пласким обличчям, хоробрий, з хорошою бородою». У Дареса Фригійського він був зображений як «... схожий на свого батька (тобто гарне обличчя). Він був людиною сильних дій».